# Onomichi
Onomichi (尾道市 -shi) é uma cidade japonesa localizada na província de Hiroshima.
Em 2003 a cidade tinha uma população estimada em 91 952 habitantes e uma densidade populacional de 828,77 h/km². Tem uma área total de 110,95 km².
Recebeu o estatuto de cidade a 1 de Abril de 1898.

## Cidades-irmãs
- Imabari, Japão
- Higashiizumo, Japão
- Chongqing, China
- Honfleur, França